# 色香水
「色香水」（いろこうすい）は、2021年2月7日に先行配信され、2021年3月10日にstudio NUIから発売された、日本のシンガーソングライター・神山羊の2作目のCDシングル。

## 概要
前作「群青」から約1年ぶりのリリースとなり、今作は、ソニー・ミュージックアソシエイテッドレコーズ内に新設されたレーベル「studio NUI」からリリースされる第一弾作品となる。
表題曲は、テレビアニメ『ホリミヤ』オープニングテーマに起用されている

## 収録内容
| #         | タイトル   | 作詞・作曲・編曲 | 時間 |
| --------- | ---------- | ---------------- | ---- |
| 1.        | 「色香水」 | 神山羊           | 4:13 |
| 2.        | 「生絲」   | 神山羊           | 4:24 |
| 合計時間: | 合計時間:  | 合計時間:        | 8:37 |

＜アーティスト盤＞ AICL-4026～7
Disc2 [Blu-ray]
神山羊2019 TOUR「ゆめみるこどもが目覚めたら」11.9 at EX THEATER ROPPONGI
1. Ope（Till that Time）
2. CUT
3. 青い棘
＜アニメ盤＞AICL-4028～9
Disc2 [Blu-ray]
1. TVアニメ「ホリミヤ」オープニング映像

## タイアップ
色香水
テレビアニメ「ホリミヤ」オープニングテーマ